# قلاته
قلاته، روستایی از توابع بخش مرکزی شهرستان کنگاور در استان کرمانشاه ایران است.

## جمعیت
این روستا در دهستان خزل‌غربی قرار دارد و براساس سرشماری مرکز آمار ایران در سال ۱۳۸۵، جمعیت آن ۴۷ نفر (۱۰خانوار) بوده‌است و طبق آخرین اطلاعات در فروردین ۱۳۹۹حدودا ۱۰ نفر جمعیت دارد. 